# Wydział Biotechnologii i Hodowli Zwierząt Zachodniopomorskiego Uniwersytetu Technologicznego w Szczecinie
Wydział Biotechnologii i Hodowli Zwierząt Zachodniopomorskiego Uniwersytetu Technologicznego w Szczecinie – jeden z jedenastu wydziałów Zachodniopomorskiego Uniwersytetu Technologicznego w Szczecinie. Powstał w 1955 jako Wydział Zootechniczny w ramach Wyższej Szkoły Rolniczej w Szczecinie. 
Od 17 lipca 2017 mieści się w kompleksie budynków przy ulicy Klemensa Janickiego 32 w Szczecinie. 

## Kierunki kształcenia
Obecne kierunki studiów:
- biotechnologia (studia I i II stopnia)
- biotechnology (studia II stopnia)
- kynologia (studia I i II stopnia)
- zootechnika (studia I i II stopnia)

## Poczet dziekanów
1. prof. dr hab. Antoni Linke (1955–1956)
2. doc. dr Józef Kolowca (1956–1957)
3. prof. dr hab. Leon Feliński (1968–1972)
4. prof. dr hab. Zygmunt Dowgiałło (1972–1975)
5. prof. dr hab. Stanisław Baranow-Baranowski (1975–1980)
6. prof. dr hab. Lidia Uziębło (1980–1984)
7. prof. dr hab. Stanisław Baranow-Baranowski (1984–1990)
8. prof. dr hab. Roman Czarnecki (1990–1993)
9. prof. dr hab. Wiesław Skrzypczak (1993–1999)
10. prof. dr hab. inż. Jan Udała (1999–2002)
11. prof. dr hab. Wiesław Skrzypczak (2002–2005)
12. prof. dr hab. inż. Danuta Szczerbińska (2005–2008)
13. prof. dr hab. inż. Jan Udała (2008–2016)
14. dr hab. inż. Arkadiusz Pietruszka (od 2016)

## Władze Wydziału
W kadencji 2020–2024:
| Stanowisko                                                                   | Imię i nazwisko                   |
| ---------------------------------------------------------------------------- | --------------------------------- |
| Dziekan                                                                      | dr hab. inż. Arkadiusz Pietruszka |
| Prodziekan ds. organizacji i rozwoju                                         | dr hab. inż. Karol Fijałkowski    |
| Prodziekan ds. studenckich i kształcenia (kierunek biotechnologia)           | dr hab. Hanna Kulig               |
| Prodziekan ds. studenckich i kształcenia (kierunki: kynologia i zootechnika) | dr hab. inż. Małgorzata Szewczuk  |

## Struktura organizacyjna
| Katedra                                                      | Kierownik                                 |
| ------------------------------------------------------------ | ----------------------------------------- |
| Katedra Anatomii Zwierząt i Zoologii                         | prof. dr hab. inż. Lidia Felska-Błaszczyk |
| Katedra Biotechnologii Rozrodu Zwierząt i Higieny Środowiska | prof. dr hab. inż. Jan Udała              |
| Katedra Fizjologii, Cytobiologii i Proteomiki                | dr hab. Małgorzata Ożgo                   |
| Katedra Genetyki                                             | dr hab. inż. Arkadiusz Terman             |
| Katedra Mikrobiologii i Biotechnologii                       | dr hab. inż. Karol Fijałkowski            |
| Katedra Nauk o Zwierzętach Monogastrycznych                  | prof. dr hab. Danuta Szczerbińska         |
| Katedra Nauk o Zwierzętach Przeżuwających                    | prof. dr hab. inż. Jerzy Andrzej Wójcik   |